# Sentier de grande randonnée R3
Le sentier de grande randonnée R3 (GR R3) fait le tour du cirque naturel de Mafate dans les Hauts de l'île de La Réunion, un département d'outre-mer dans l'océan Indien.